# Alcúdia

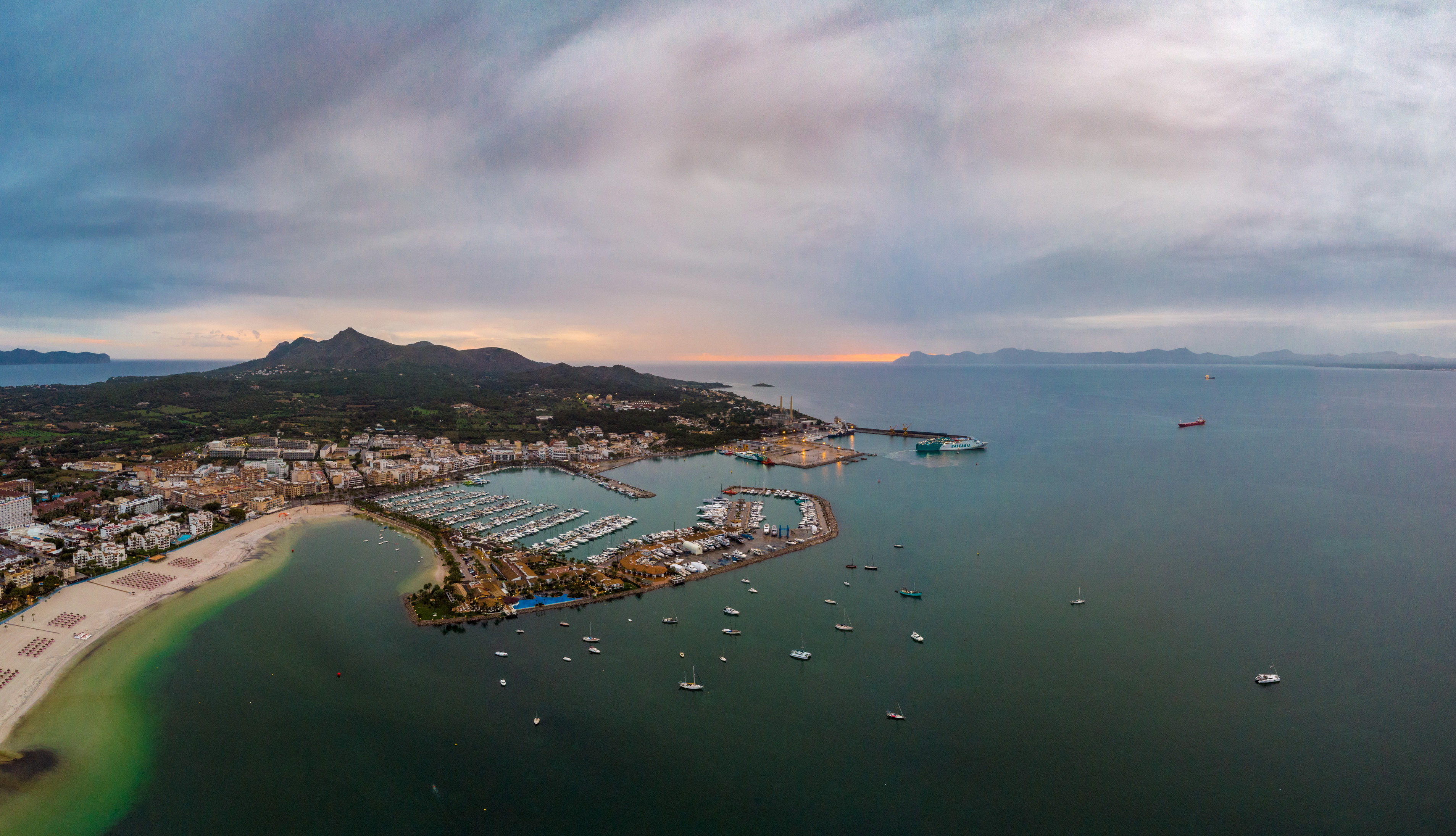
Port d'Alcúdia, im Hintergrund Menorca

Alcúdia ist eine Gemeinde auf der spanischen Baleareninsel Mallorca. Die gleichnamige Kleinstadt ist Verwaltungssitz der Gemeinde in der Region (Comarca) Raiguer.
Die Gemeinde Alcúdia hat 21.683 Einwohner (Stand: 2024) auf einer Fläche von 59,89 km². Dies entspricht 361 Einwohnern pro km². Im Jahr 2006 betrug der Ausländeranteil 25,5 % (4128), der Anteil deutscher Einwohner 3,1 % (499). Amtssprachen sind Katalanisch und Spanisch (Kastilisch). Der auf der Insel gesprochene katalanische Dialekt wird Mallorquí genannt.
Der Name Alcúdia kommt von dem arabischen al-Kudiyya (الْكُدْيَة) und bedeutet „der Hügel“, was auf die Lage des historischen Stadtkerns hinweist, der auf dem Bergsattel zwischen der Bucht von Pollença und der Bucht von Alcúdia liegt, welche durch eine flache Bergkette voneinander abgetrennt sind.

## Geografie

### Geografische Lage
Die Gemeinde Alcúdia liegt 54 Kilometer von der Inselhauptstadt Palma entfernt an der gegenüberliegenden Nordostküste der Insel. Sie bildet den Nordosten der Landschaft Raiguer und besteht aus der Halbinsel des Cap des Pinar (auch Victòria genannt), die die Meeresbuchten von Pollença und Alcúdia teilt, und einer Zone des Inselinneren, begrenzt durch die Gemeinden Pollença im Norden und Sa Pobla und Muro im Süden. Die Stadt Alcúdia befindet sich etwa in der Mitte des Gemeindegebietes, genau zwischen den beiden Buchten Badia de Pollença und Badia d’Alcúdia am Ende der Halbinsel. Ihr Hafen Port d’Alcúdia, heute ein Touristenort, liegt am Süden der Stadt an der Bucht von Alcúdia. Die Küstenlinie der Gemeinde misst eine Länge von etwa 30 Kilometern.

### Gemeindegliederung
Zur Gemeinde Alcúdia gehören folgende Orte:
- Alcúdia (6328 / 6647 Einwohner)
- Mal Pas – Bonaire (599 / 611 Einwohner)
- Marina Manresa (595 / 596 Einwohner)
- Platja d’Alcúdia (5306 / 5340 Einwohner)
- Port d’Alcúdia (4745 / 4772 Einwohner)
- Son Fe ( – / 361 Einwohner)

Die Einwohnerzahlen in Klammern stammen vom 1. Januar 2008. Die erste Zahl gibt dabei die Einwohner der geschlossenen Ortschaften an, die zweite Zahl die Einwohner der Orte einschließlich der hinzu zu rechnenden „verstreut“ lebenden Bevölkerung außerhalb der eigentlichen Siedlungen. (Quelle: INE)

### Naturraum

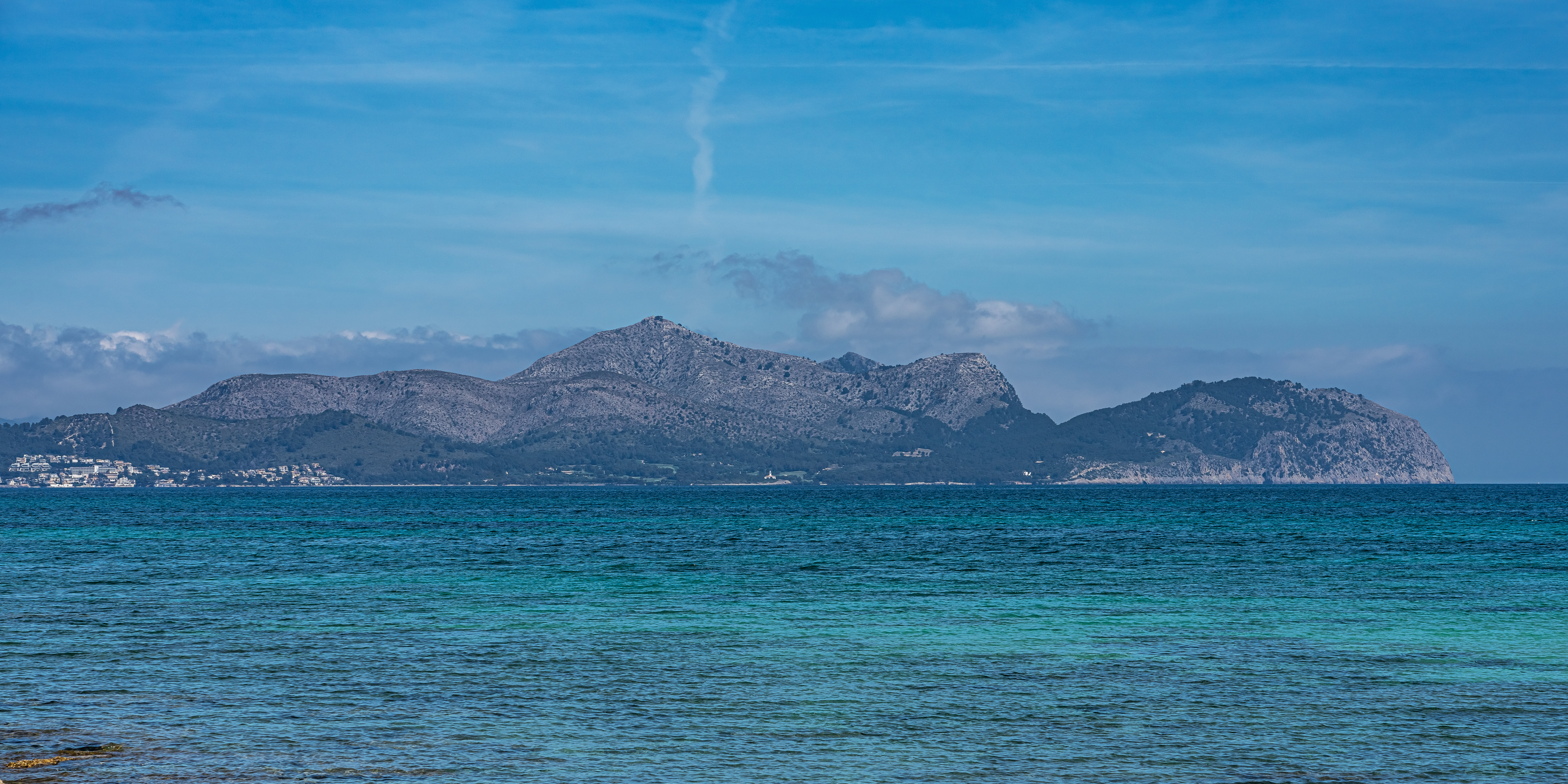
Cap des Pinar

Das urbanisierte Gebiet der Stadt Alcúdia und des südlichen Hafens Port d’Alcúdia an der Landenge zwischen den Buchten Badia de Pollença und Badia d’Alcúdia trennt das Gemeindegebiet in zwei unterschiedliche Naturräume. Östlich erhebt sich die Halbinsel Victòria am sa Talaia (Talaia d’Alcúdia) bis auf eine Höhe von 444 Meter über den Meeresspiegel. Die heutige Halbinsel hatte sich im Quartär als Felseninsel ausgebildet und ist sehr zerklüftet. Ihre teilweise Unzugänglichkeit führte zu einer nur spärlichen Besiedlung, so dass das bergige Massiv noch immer von Steineichen und Kiefern bestanden ist.
Westlich der Stadt Alcúdia liegt eine Ebene, die aus Schwemmmaterial des Meeres besteht, das im Laufe der Zeit eine Verbindung der Halbinsel Victòria mit dem restlichen Mallorca hergestellt hat. Das nördlich an Pollença grenzende s’Albufereta ist noch heute ein niedrig liegendes Feuchtgebiet, wenn auch aus Süßwasser bestehend. Das Flachland wird als landwirtschaftliche Anbaufläche genutzt. Davon ausgenommen sind nur einige Erhebungen der südlichen Hügelkette, wie Puig de Sant Martí (247 Meter Höhe), Puig de sa Galera (123 Meter) und Puig de Son Fè (268 Meter).

### Klima
Alcúdia hat ein mildes subtropisches Klima. Die Durchschnittstemperatur des Jahres beträgt 16,8 °C bei durchschnittlichen Höchsttemperaturen von 20,5 °C und Tiefstwerten von 13,4 °C. Für die verschiedenen Jahreszeiten betragen die Durchschnittswerte im Frühling 14,5 °C, im Sommer 23,5 °C, im Herbst 18,6 °C und im Winter 10,7 °C. Die mittleren Wassertemperaturen, gemessen in der Bucht von Alcúdia, betragen 18,5 °C, bei Maximalwerten im August von 25,7 °C und den niedrigsten Temperaturen im Februar von bis zu 12,3 °C.
Das Gemeindegebiet ist durch den Gebirgszug der Serra de Tramuntana vor Nord- und Westwinden weitestgehend geschützt, vorherrschend sind Nordost- bzw. Ostwinde. Da sich viele Tiefdruckgebiete schon an den Serra de Tramuntana abregnen, gibt es in Alcúdia nur eine mittlere Zahl von 82 Regentagen pro Jahr mit einer durchschnittlichen Niederschlagsmenge von 536 l/m². Besonders die Sommer sind als sehr trocken zu bezeichnen.
|                        | Jan  | Feb  | Mär  | Apr  | Mai  | Jun  | Jul  | Aug  | Sep  | Okt  | Nov  | Dez  |   |      |
| Mittl. Temperatur (°C) | 10,3 | 10,4 | 11,9 | 13,8 | 17,2 | 21   | 23,9 | 24,4 | 22,2 | 18,1 | 14   | 11,4 | ⌀ | 16,6 |
| Mittl. Tagesmax. (°C)  | 13,9 | 14,2 | 15,8 | 17,7 | 21,3 | 25,3 | 28,3 | 28,5 | 26,2 | 21,9 | 17,5 | 14,8 | ⌀ | 20,5 |
| Mittl. Tagesmin. (°C)  | 6,8  | 6,7  | 8    | 9,9  | 13,1 | 16,8 | 19,6 | 20,4 | 18,2 | 14,3 | 10,5 | 8,1  | ⌀ | 12,7 |
|                        |      |      |      |      |      |      |      |      |      |      |      |      |   |      |
| Niederschlag (mm)      | 68   | 57   | 61   | 60   | 37   | 20   | 6    | 28   | 63   | 109  | 88   | 78   | Σ | 675  |
|                        |      |      |      |      |      |      |      |      |      |      |      |      |   |      |
| Sonnenstunden (h/d)    | 4    | 6    | 6    | 8    | 10   | 10   | 11   | 11   | 8    | 7    | 6    | 5    | ⌀ | 7,7  |
|                        |      |      |      |      |      |      |      |      |      |      |      |      |   |      |
| Regentage (d)          | 8    | 6    | 8    | 5    | 5    | 3    | 1    | 3    | 6    | 9    | 8    | 9    | Σ | 71   |
|                        |      |      |      |      |      |      |      |      |      |      |      |      |   |      |
| Wassertemperatur (°C)  | 14   | 13   | 14   | 16   | 17   | 21   | 24   | 25   | 24   | 21   | 17   | 15   | ⌀ | 18,4 |

| 6,8 |

| 6,7 |

| 8 |

| 9,9 |

| 13,1 |

| 16,8 |

| 19,6 |

| 20,4 |

| 18,2 |

| 14,3 |

| 10,5 |

| 8,1 |

| 6,8 |

| 6,7 |

| 8 |

| 9,9 |

| 13,1 |

| 16,8 |

| 19,6 |

| 20,4 |

| 18,2 |

| 14,3 |

| 10,5 |

| 8,1 |

| N i e d e r s c h l a g | 68  | 57  | 61  | 60  | 37  | 20  | 6   | 28  | 63  | 109 | 88  | 78  |
|                         | Jan | Feb | Mär | Apr | Mai | Jun | Jul | Aug | Sep | Okt | Nov | Dez |

## Geschichte
Archäologische Funde belegen, dass der Bereich der Gemeinde Alcúdia bereits ab 2000 v. Chr. besiedelt war. Aus der Zeit bis 1300 v. Chr., dem sogenannten Vor-Talaiotikum, sind künstlich angelegte Höhlen bekannt, die Begräbniszwecken dienten, wie die Cova de la Murada in der Nähe der mittelalterlichen Stadtmauer Alcúdias oder die beiden Höhlen im Inneren der Zuschauer-Sitzreihen (càvea) des Teatre Romà von Pol·lèntia. Aus talaiotischer Zeit, die den Zeitraum von 1300 v. Chr. bis 123 v. Chr. umfasst, sind die Großsteinbauten von Son Siurana de Dalt, Son Simó, Biniatria, Oriolet und sa Figuera Roja teilweise erhalten.

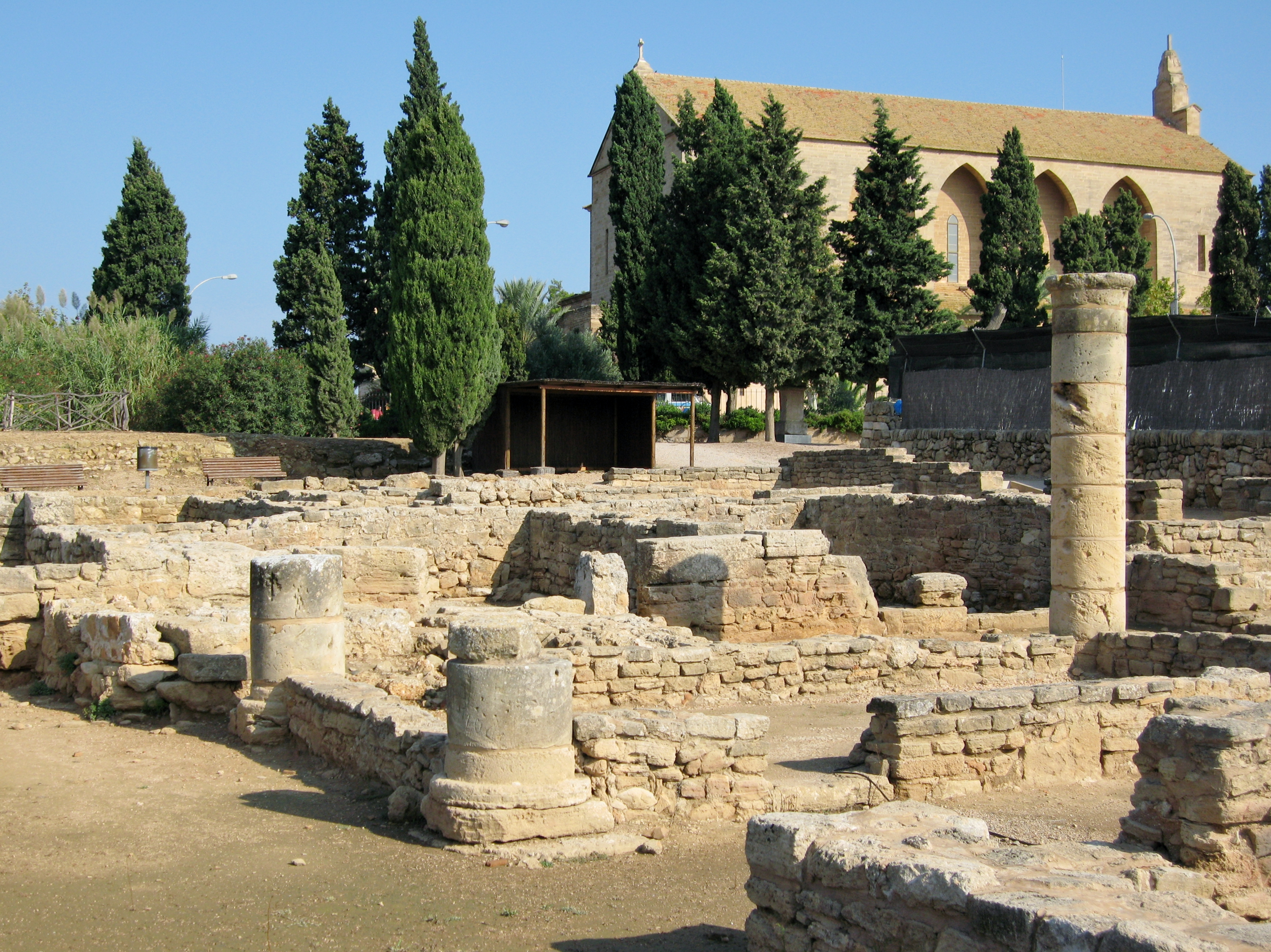
Ruinen von Pollentia

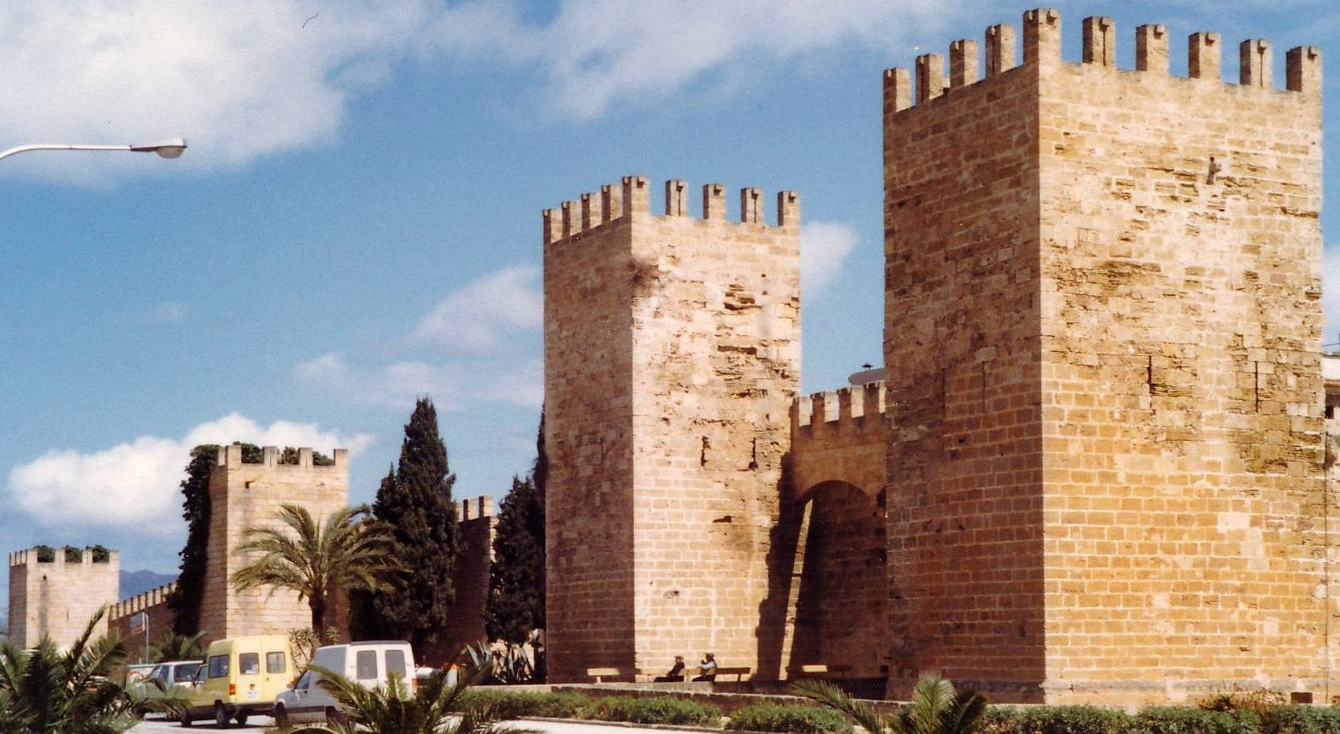
Blick auf die Stadtmauer

Nach der Eroberung der Insel Mallorca wie der gesamten Balearen im Jahre 123 v. Chr. durch die römischen Truppen unter Konsul Quintus Caecilius Metellus Balearicus (auch: Cecili Metel) kam es aufgrund der strategisch günstigen Lage um 70 v. Chr. zur Gründung der Stadt Pol·lèntia, unmittelbar südlich der heutigen Stadtmauern von Alcúdia. Die Stadt erlebte eine lange Blütezeit als Hauptstadt Maioricas und der römischen Provinz Balearica, bis sie 426 n. Chr. von den Vandalen geplündert und zerstört wurde. Pollentia soll jedoch auch danach, während der Herrschaft der Vandalen ab 465 n. Chr. und der Byzantiner ab 534 n. Chr., teilweise besiedelt gewesen sein.

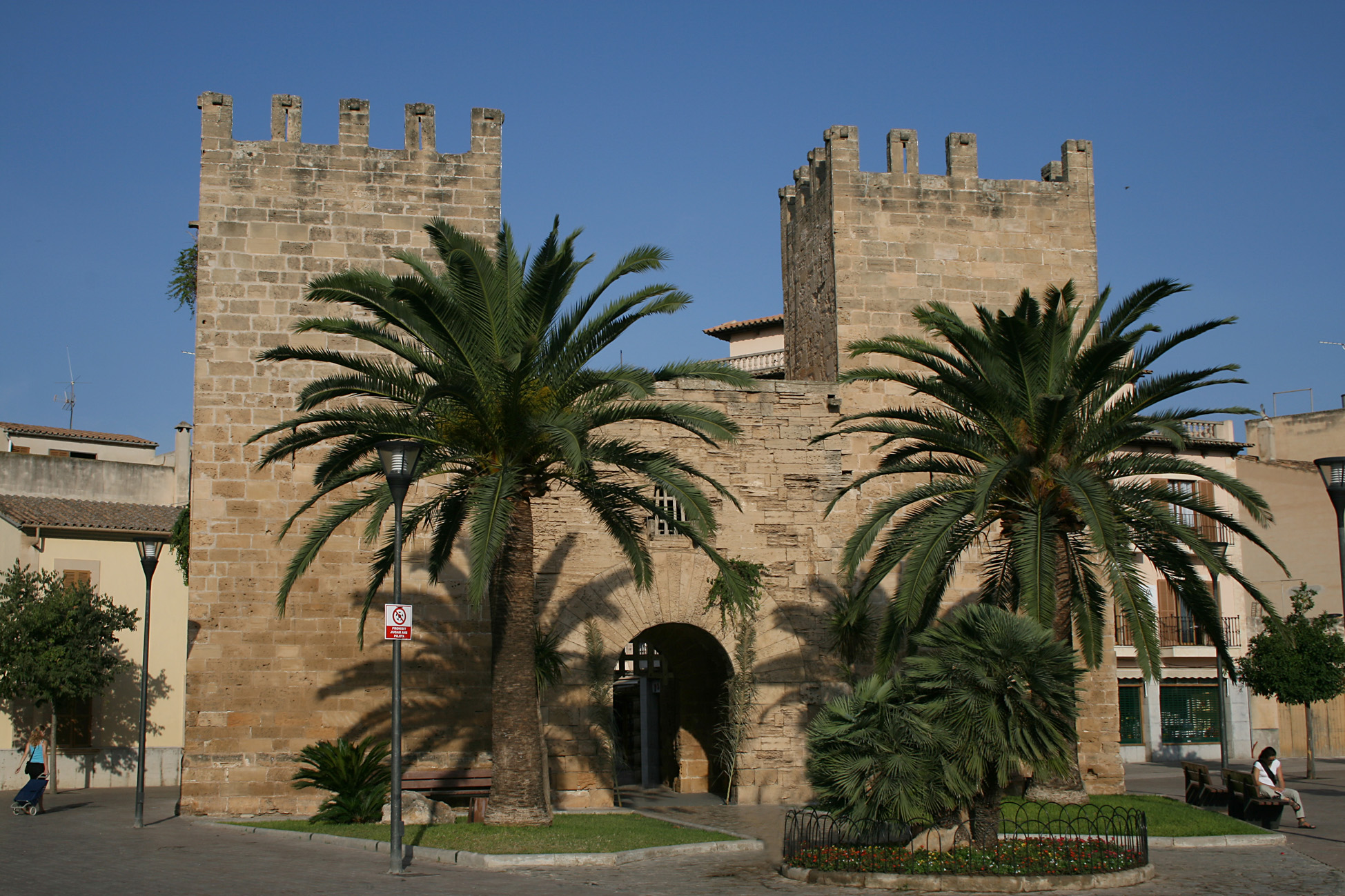
Porta del Moll

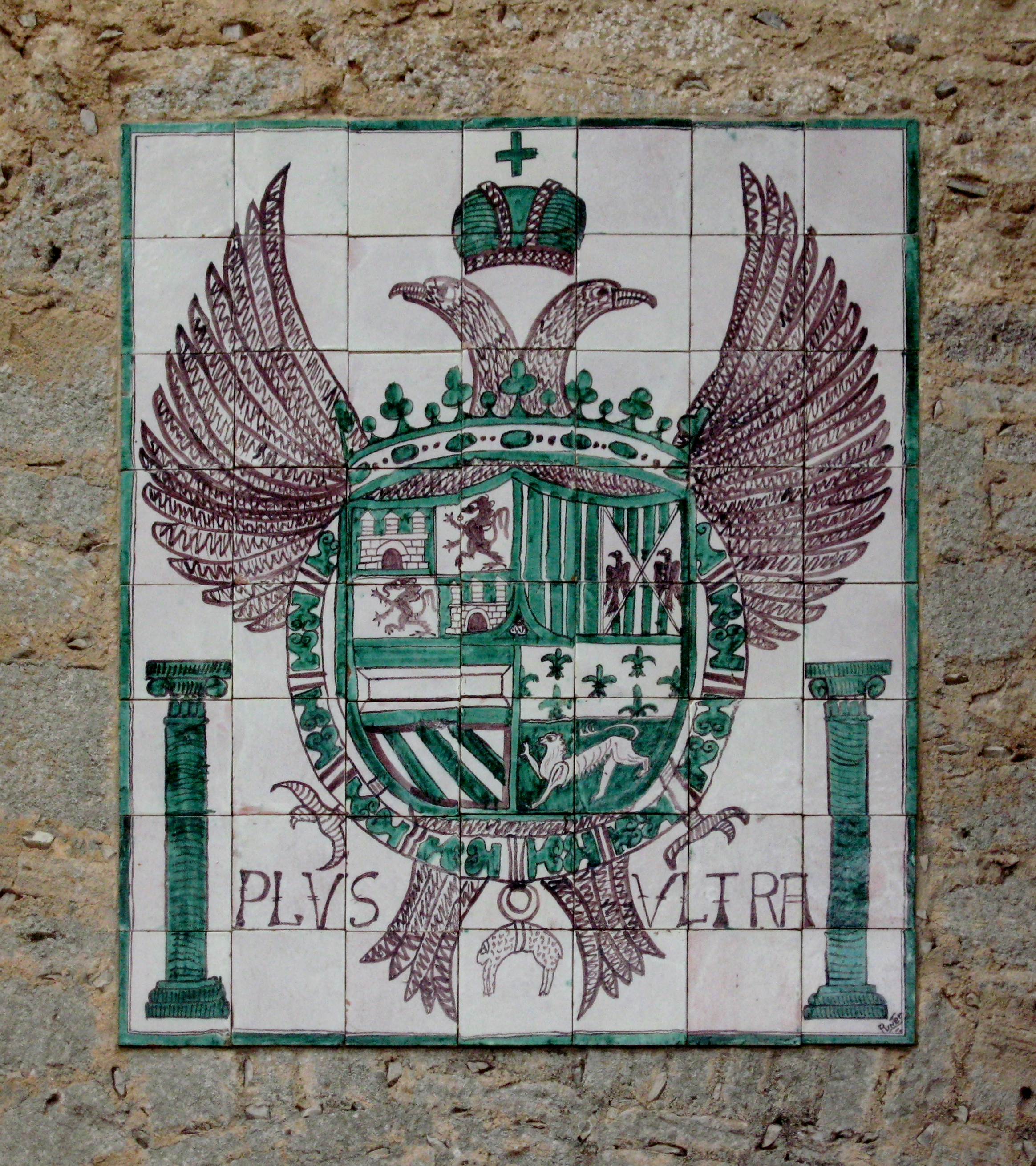
Königswappen an der Kirche

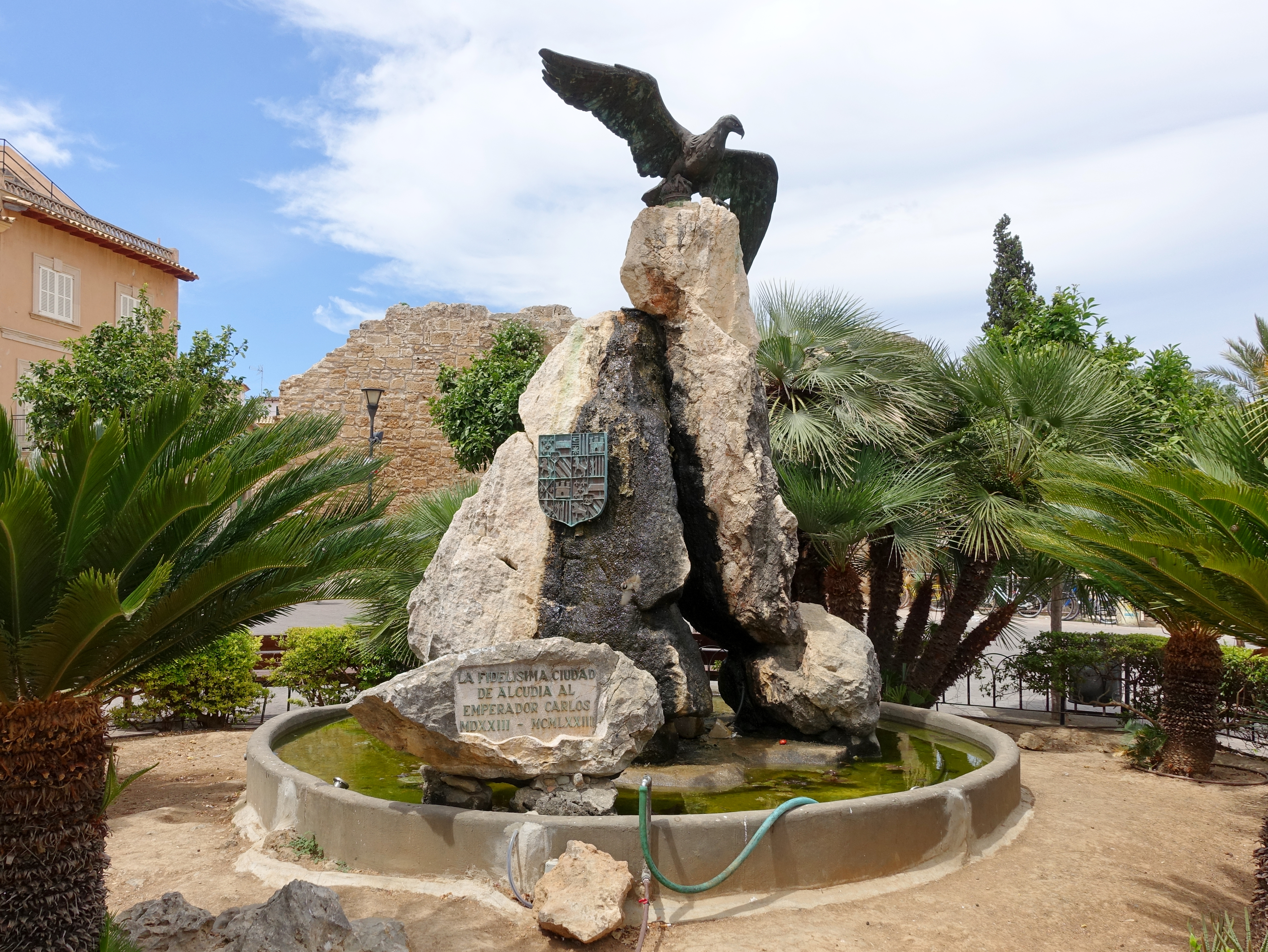
Denkmal für Karl I. von Spanien

In den Jahrhunderten zwischen 902 und 1229 beherrschten die Mauren und Araber die Inseln der Balearen einschließlich Mallorcas. Die Stadt oder Siedlung Pollentia bestand zu dieser Zeit nicht mehr. Stattdessen gehen der Entwurf des heutigen Alcúdia wie auch der Name der Stadt, der übersetzt „der Hügel“ bedeutet, auf die muslimische Herrschaft zurück. Allerdings bestand der Ort zur Zeit der aragonesischen Eroberung der Insel 1229 durch König Jakob I. von Aragon (katalanisch Jaume I. el Conqueridor) nur als Landgut, das der König an einen Vasallen namens Ruí Peris abtrat. Um das Landgut Alcúdia, dessen erste urkundliche Erwähnung unter diesem Namen in einem notariellen Protokoll aus dem Jahre 1282 stammt, bildete sich bald darauf eine Siedlung, die 1298 durch König Jakob II. von Mallorca (Jaume II. de Mallorca) zur Pfarrgemeinde und Zentrum eines Verwaltungsbereiches erhoben wurde. In diese Zeit zurück reicht der Baubeginn der Kirche (ab 1302) und der alten Stadtmauer (ab 1298), die 1362 fertiggestellt wurde und von der noch Teile erhalten sind, wie die beiden Stadttore Porta de Sant Sebastià (auch Porta de Mallorca genannt) und Porta del Moll (auch Porta de Xara).
In den folgenden Jahrhunderten war Alcúdia ein wichtiges Machtzentrum im Norden Mallorcas. Unter König Karl I. von Spanien aus dem Hause Habsburg, dem späteren Kaiser Karl V. des Heiligen Römischen Reiches, wurde Alcúdia 1523 mit den damit verbundenen Privilegien zur Stadt ernannt. Noch heute ziert der Habsburger Doppeladler das Stadtwappen. Grund der Verleihung der Stadtrechte für Alcúdia war die Unterstützung des Königs bei der Niederschlagung der Revolta de les Germanies, eines Aufstands der städtischen Zünfte im Bündnis mit den Bauern gegen hohe Abgaben und die Feudalherren. Ausgehend von Valencia hatte sich die Revolte 1521 auf Mallorca ausgedehnt, wo die „Agermanados“ (Zunftbrüder) unter ihrem Führer Joan Crespí, später dem Bauernführer Joanot Colom, zwei Jahre lang in Palma regierten. Die Adligen zogen sich unter anderem in den befestigten Ort Alcúdia zurück, von wo aus 1522 ein Heer den König bei der Einnahme Palmas unterstützte.
Im 16. Jahrhundert wurde Alcúdia mehrmals von Piraten überfallen, woraufhin die Stadtmauern bis 1660 durch einen zweiten Mauerring im Renaissancestil erweitert wurden. Ab dem späten 17. Jahrhundert verlor die Stadt an wirtschaftlicher Bedeutung, was sich auch an der im 18. und 19. Jahrhundert beträchtlich sinkenden Einwohnerzahl, auch infolge von Epidemien, unter anderem der Pest, bemerkbar machte. Der Ausbau des Hafens für den internationalen Handel im Jahr 1779 konnte den wirtschaftlichen Niedergang nicht verhindern. 1870 brach die alte Pfarrkirche aus dem 14. Jahrhundert zusammen. Sie wurde ab dem Jahr 1882 neu errichtet und erhielt bis 1893 ihr gegenwärtiges Aussehen.
Die Wirtschaftslage besserte sich erst mit den Anfängen des Tourismus in den 1930er Jahren und dem Bau des Kohlekraftwerks zur Stromversorgung von Mallorca im Hafen von Alcúdia 1957, das mit seiner Silhouette der beiden hohen Schornsteine noch heute das Stadtbild aus der Ferne prägt. In den 1980er Jahren erfolgte die Stilllegung des alten und der Neubau eines effizienteren Kohlekraftwerkes außerhalb der Touristenzone. Es entstand am Ende einer eigens neu gebauten Ringstraße um die Hotelbereiche herum vom Hafen bis zur Stichstraße nach Sa Pobla, einem einheimischen Mallorquinern vorbehaltenem Wohnort mitten in der Gemüseanbauregion direkt südlich des Erholungsgebietes von Albufera. Für das alte Kraftwerk ist der Umbau zu einem der modernsten Museen Spaniens geplant.
| Jahr      | 1842  | 1877  | 1887  | 1900  | 1910  | 1920  | 1930  | 1940  | 1950  | 1960  | 1970  | 1981  | 1991  | 2001   | 2011   |
| --------- | ----- | ----- | ----- | ----- | ----- | ----- | ----- | ----- | ----- | ----- | ----- | ----- | ----- | ------ | ------ |
| Einwohner | 1.120 | 2.271 | 2.637 | 2.718 | 3.101 | 3.504 | 3.683 | 3.782 | 3.573 | 3.487 | 3.899 | 5.350 | 8.027 | 12.500 | 19.243 |

## Kultur und Sehenswürdigkeiten

### Kirchen und Klöster

#### Església de Sant Jaume

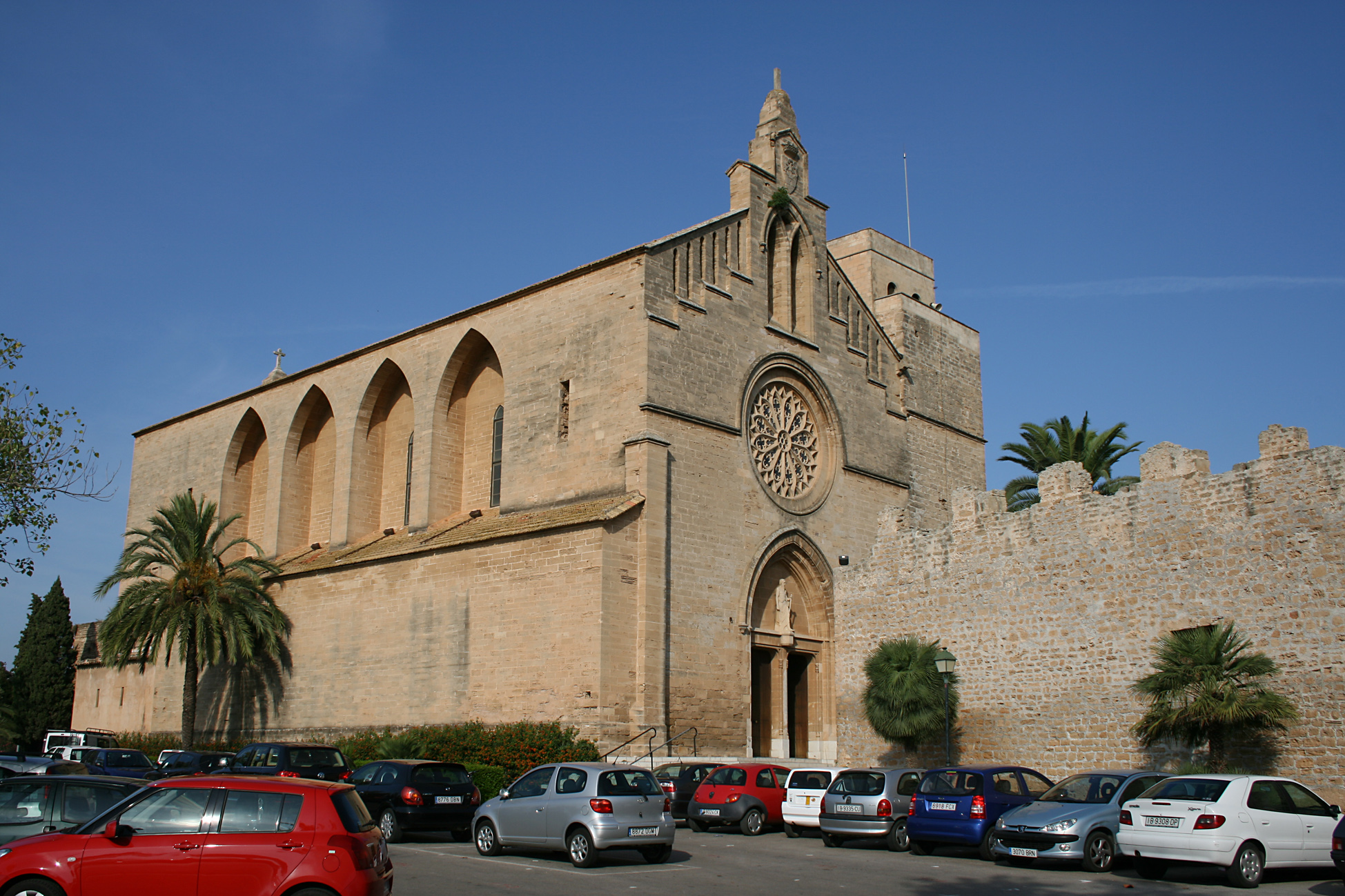
Església de Sant Jaume

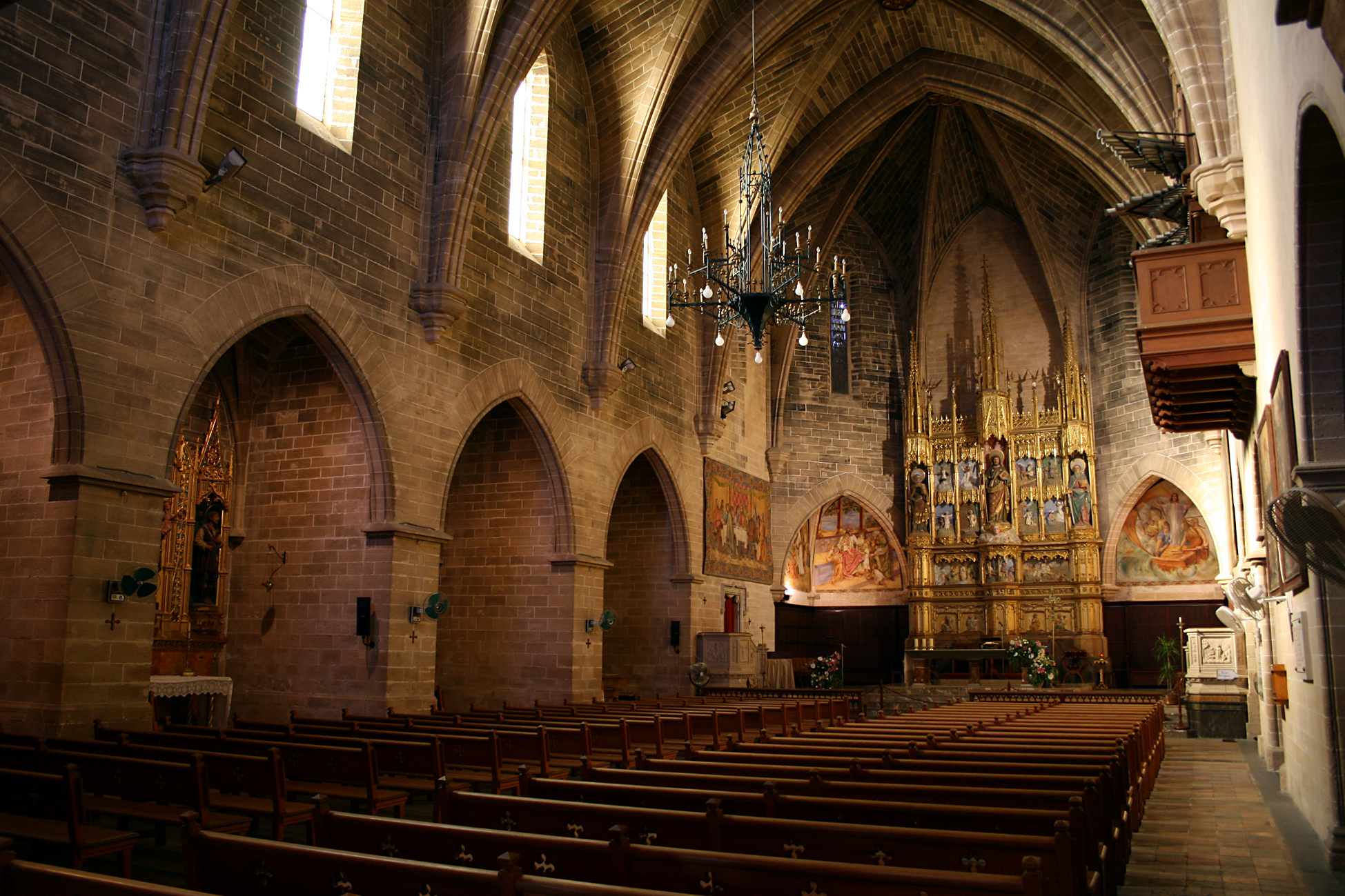
Innenraum von Sant Jaume

Die in neugotischem Stil errichtete Pfarrkirche Sant Jaume (Església Parroquial) von Alcúdia steht am Südwestrand der Altstadt in einer Lücke der Stadtmauer. Sie wurde zwischen 1882 und 1893 errichtet, nachdem der Vorgängerbau aus dem 14. Jahrhundert im Jahre 1870 zusammengebrochen war. Die Kirche ist dem Heiligen Jakob geweiht.

#### Sant Crist
Neben der heutigen Pfarrkirche Sant Jaume blieb vom Vorgängerbau die Kapelle des wundertätigen Christus erhalten. Sie wurde in den Jahren 1675 bis 1697 im Renaissance-Stil erbaut. Die dort verehrte Christusstatue ist eine Holzfigur aus der Zeit vor 1507, der Aufsatz des Hauptaltars stammt aus dem Barock.

#### Oratori de Santa Anna
Die kleine gotische Kirche der Heiligen Anna südlich der Stadtmauern an der Carretera Cementiri ist ein Bauwerk aus dem 13. Jahrhundert. Über dem Eingangsbereich befindet sich ein Bildnis der Muttergottes der fröhlichen Botschaft (Verge de Bona Nova). Das niedrige Kirchenschiff wird durch drei Trennbögen getragen, die den Innenraum in vier Segmente unterteilen.

#### Ermita de la Victòria
Die Einsiedelei Mare de Déu de la Victòria (der Muttergottes des Sieges) stammt aus dem 13. Jahrhundert. Im Jahr 1697 wurde die kleine Kirche mit dreifach unterteiltem Schiff und Rundbogengewölbe im Stil des Barock errichtet. Die geschnitzte Figur der Mare de Déu stammt aus dem 15. Jahrhundert, der große Altar, wie die Kirche, aus der Zeit des Barock. Anfang des 18. Jahrhunderts wurde die Kirche restauriert. Die Ermita ist Wallfahrtsort am 2. Juli jeden Jahres.

### Theater und Kulturhäuser

#### Auditori d’Alcúdia

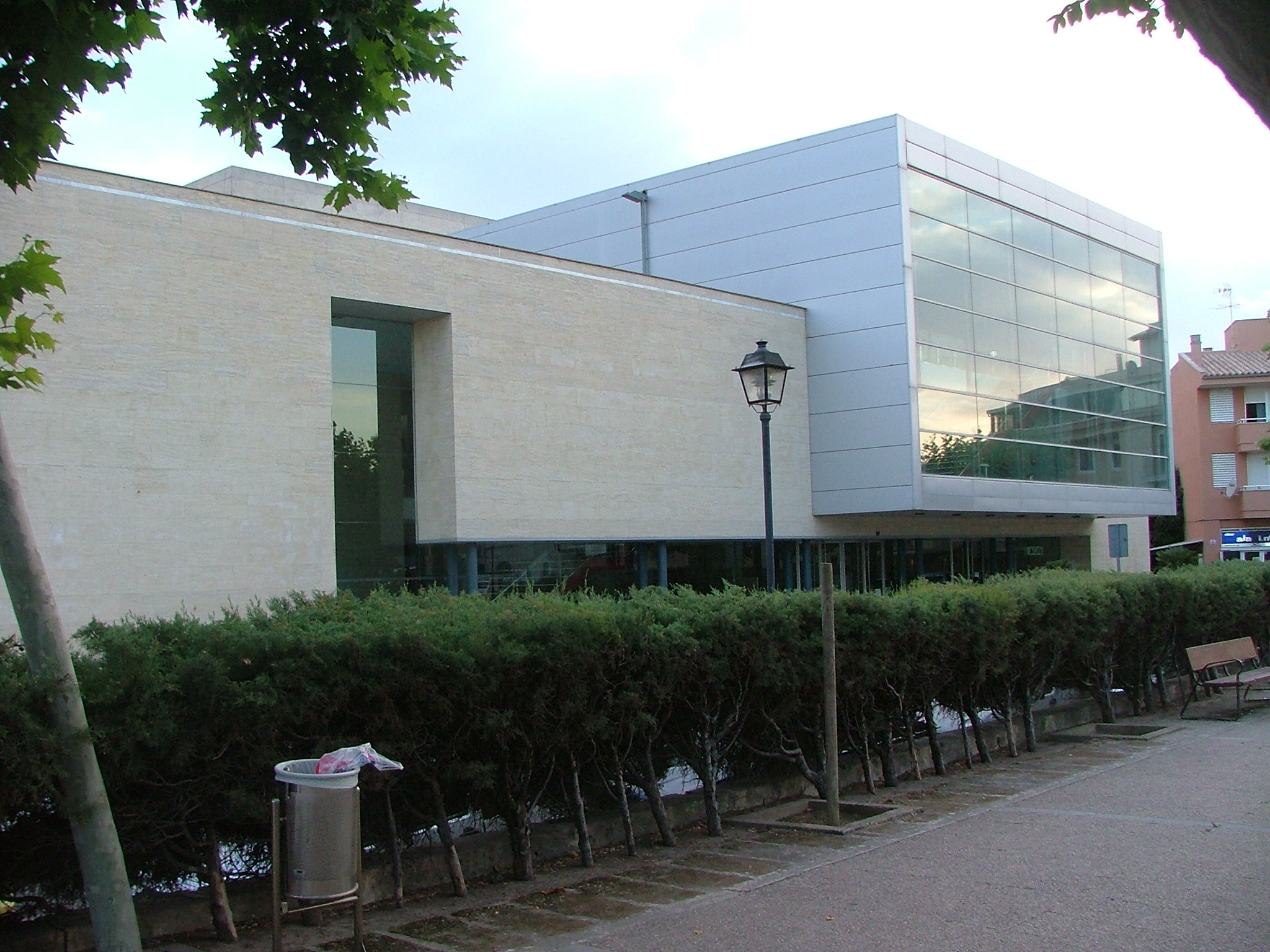
Auditorium

Das am 8. Juli 2000 eingeweihte Kulturzentrum (Auditorium) bietet Räumlichkeiten für Konzerte, Theater, Ausstellungen, Feierlichkeiten und Kongresse. Es verfügt über einen Saal für 496 Personen sowie einen kleineren Saal für bis zu 50 Personen. Das Auditori d’Alcúdia befindet sich an der Plaça de la Porta de Mallorca nahe der Stadtmauer.

### Museen

#### Museu monogràfic de Pol·lèntia
Das Museu monogràfic de Pol·lèntia zeigt vornehmlich Fundstücke aus Ausgrabungen der altrömischen Stadt Pol·lèntia. Es befindet sich in der Innenstadt Alcúdias an der Straße Carrer Sant Jaume 30. Gezeigt werden Grabbeigaben, Keramik- und Bronzegefäße verschiedener Epochen, Gläser, Amphoren, Münzen, Steintafeln, Marmorarbeiten und Mosaiken. Vom Consorci de la Ciutat Romana de Pol·lèntia werden Gruppenführungen sowohl durch das Museum wie auch die südlich der Altstadt von Alcúdia gelegenen Ausgrabungsstätten angeboten.

#### Fundació Yannick i Ben Jakober
Die in einem ehemaligen Wasserspeicher in der Finca sa Bassa Blanca untergebrachte Sammlung von Kinderporträts aus dem 16. bis 19. Jahrhundert zeigt unter freiem Himmel auch Skulpturen der Künstler Ben Jakober und Yannick Vu.

#### Museu parroquial de Sant Jaume
Das kleine Museum der Pfarrkirche Sant Jaume am Plaça Jaume Ques stellt unter anderem heilige Roben aus der Geschichte der Pfarr-Gemeinde aus.

### Bauwerke

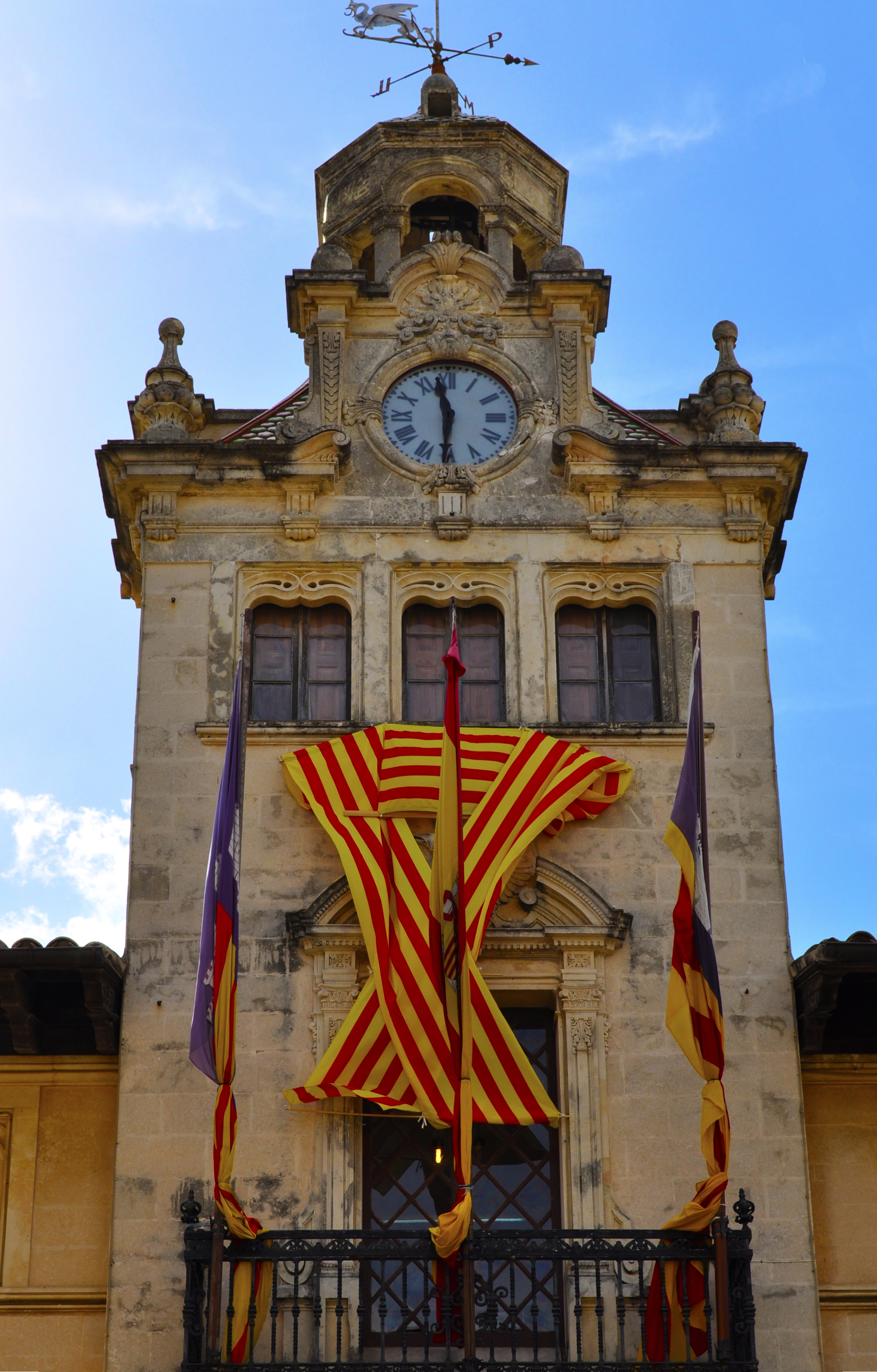
Turm des Rathauses

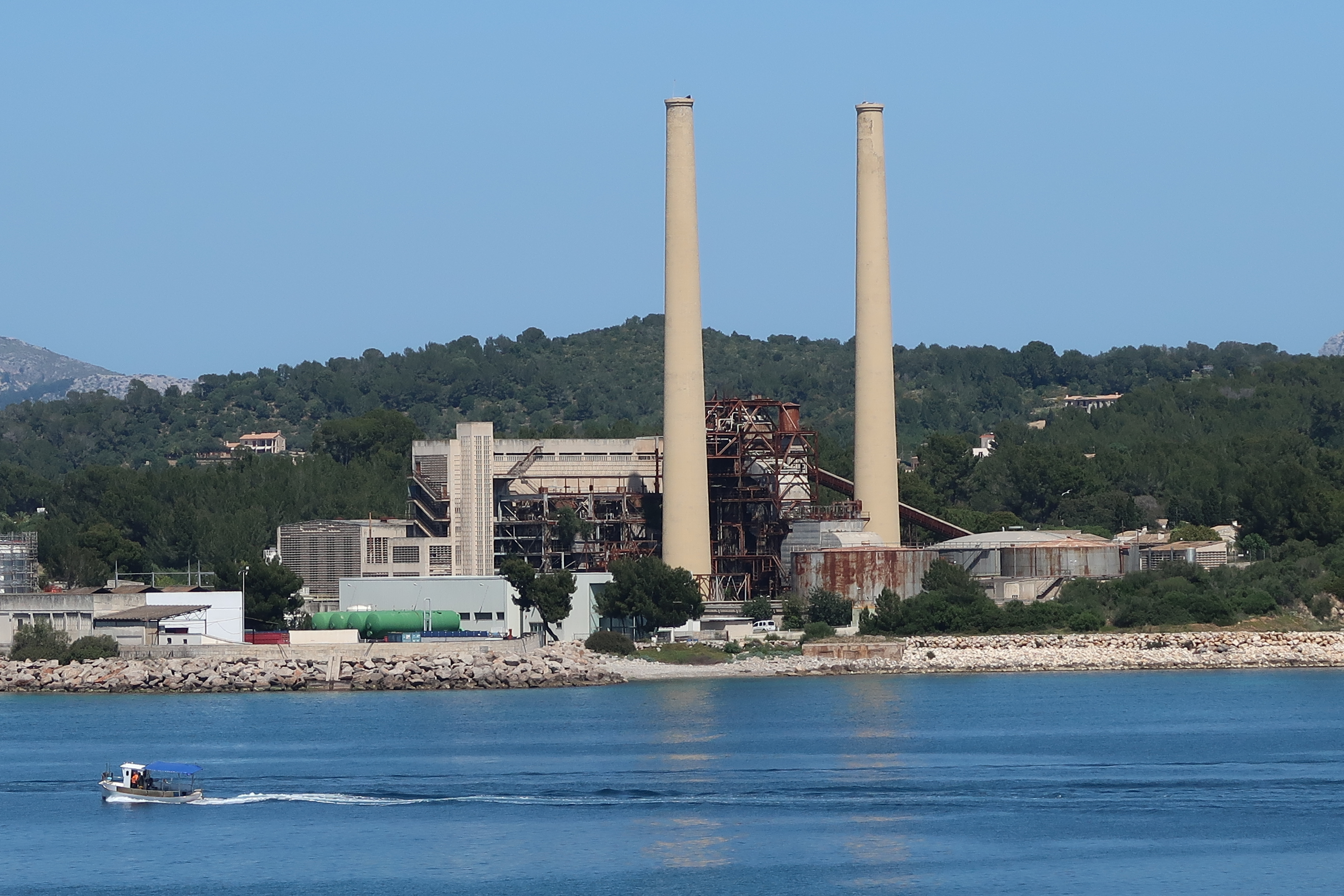
Stillgelegtes Kohlekraftwerk

- Archäologische Ausgrabungen der römischen Stadt Pol·lèntia
- Historisches Stadtzentrum
- Stadtbefestigung Alcúdia
- Rathaus von Alcúdia
- Stillgelegtes Kohlekraftwerk
- Stierkampfarena Alcúdia

### Höhlen

#### Cova de Sant Martí
Die Höhle von Sant Martí ist eine natürliche Felsenhöhle am südlichen Fuße des 247 Meter hohen Berges Puig de Sant Martí. Sie wurde in urchristlicher Zeit als Kultstätte genutzt. Nach der Eroberung Mallorcas durch die Krone Aragon entstanden im Hauptteil der Höhle im 13. und 14. Jahrhundert zwei Kapellen in gotischem Stil, Sant Martí und Sant Jordi, die über eine in den Fels gehauene Treppe zu erreichen sind.

### Naturdenkmäler und Naturparks

#### S’Albufereta de Pollença
Das als „kleines Albufera“ bezeichnete 211,42 Hektar große Sumpfgebiet s’Albufereta de Pollença befindet sich an der nördlichen Gemeindegrenze Alcúdias zu Pollença. Es ist seit 2002 Naturreservat (Reserva natural especial de s’Albufereta) und bietet an seinen vielen kleinen Kanälen, die durch es Grau mit dem Meer verbunden sind, vielen Vogelarten Brutgelegenheiten. Der größte Teil des Reservates ist in Privatbesitz.

### Strände und Buchten des Gemeindegebietes
- Platja de Can Cap de Bou
- Platja sa Marina d’Alcúdia
- Es Corral d’en Bennàssar
- Platja des Barcarès
- Platja des Morer Vermell

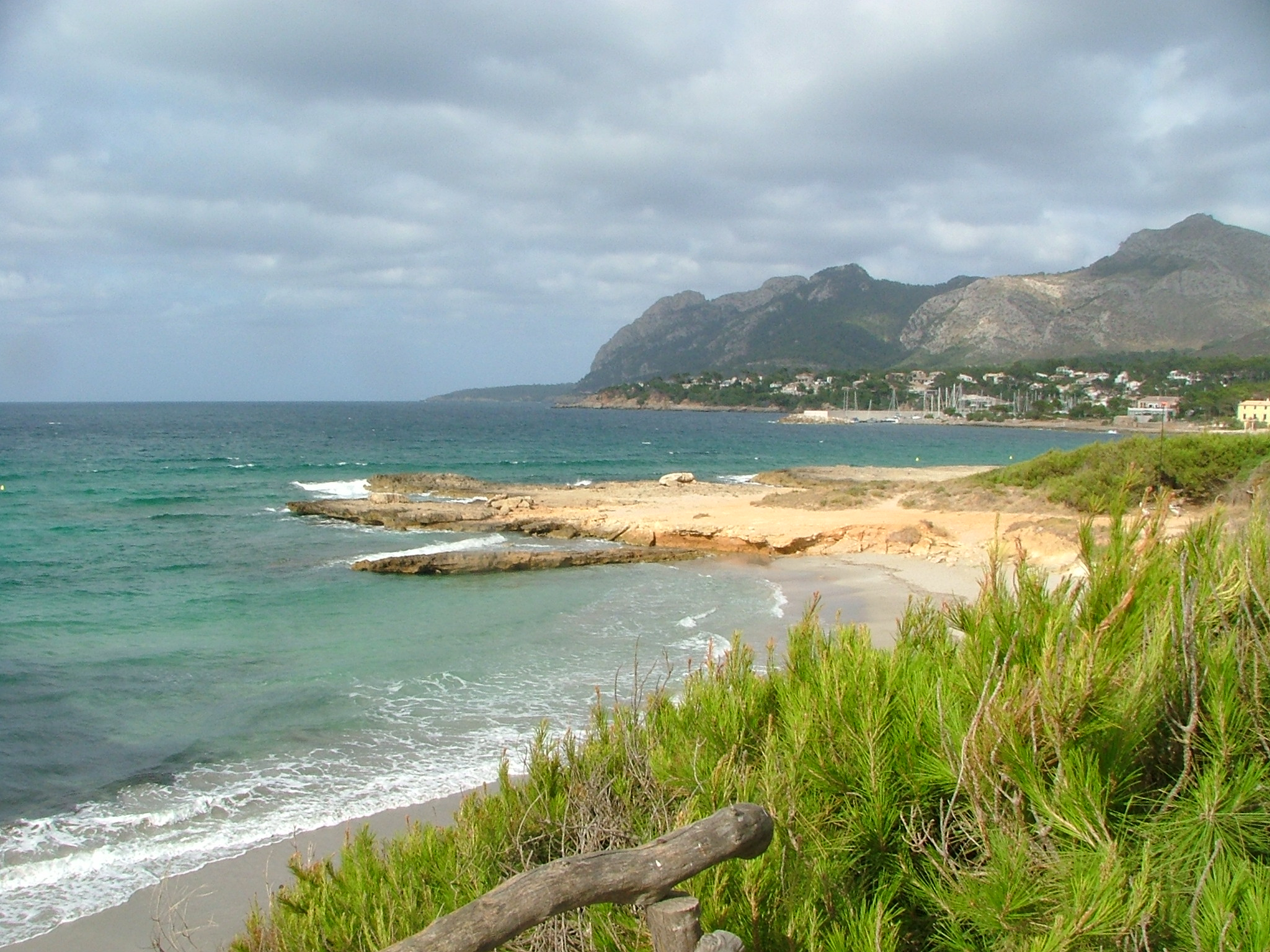
Platja de Sant Joan

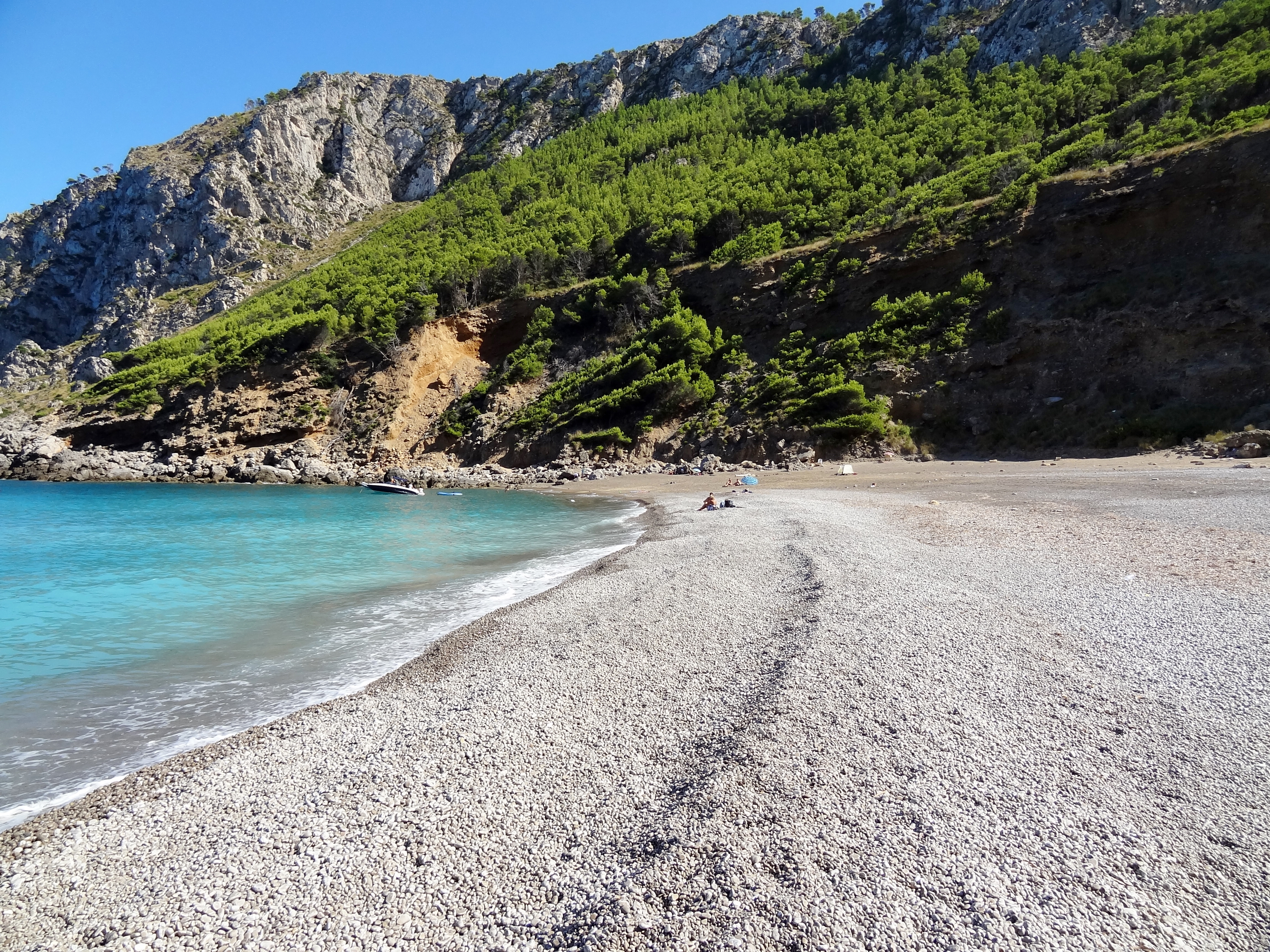
Platja des Coll Baix

- Platja de Sant Joan (Platja de sa Font)
- Platja de Sant Pere
- S’Illot
- Ses Caletes
- Cala Solana
- Sa Platjola
- Cala des Clot
- Platja des Coll Baix
- Platja des Secs (es Faralló)
- Platja d’Alcanada
- Cala Poncet
- Platja d’Alcúdia (Platja Gran)

### Märkte
Markttage der Stadt Alcúdia in den Altstadtstraßen Carrer Major, Carrer Moll sowie Passeig Mare de Déu de la Victòria und Passeig Pere Ventayol sind jeden Dienstag und Sonntag.

### Feste
- Aniversari de Sarau Alcudienc – Festtag am zweiten Sonntag im Mai
- Festes de Sant Pere – Feier des Schutzheiligen der Fischer Sant Pere am 29. Juni
- Mare de Déu de la Victòria – Wallfahrt am 2. Juli des Jahres von der Stadt Alcúdia zur Ermita de la Victòria mit dortigen Feierlichkeiten
- Festes de Sant Jaume – Das Hauptfest Alcúdias am 25. Juli wird zu Ehren des Schutzpatrons der Stadt begangen. Alle drei Jahre (letztmals 2007) findet am 26. Juli eine Prozession mit dem Kruzifix der Pfarrkirche statt.
- Sa Fira – Jahrmarkt an einem Wochenende Ende September / Anfang Oktober jeden Jahres

## Wirtschaft und Infrastruktur

### Tourismus
Der Tourismusboom begann wie auf der ganzen Insel in den 1960er Jahren. Seitdem wurde Alcúdia wichtiges Handels- sowie Tourismuszentrum Mallorcas. 2003 hatte Alcúdia etwa rund 29.500 Hotelbetten bei knapp 15.000 Einwohnern.
Für Touristen bietet Alcúdia viele Möglichkeiten:
- Der Sandstrand erstreckt sich etwa 25 Kilometer die Bucht von Alcúdia entlang.
- Die nahegelegenen Berge bieten Möglichkeit zum Wandern[4] und Mountainbiken, aber auch zum Fahrradfahren in der weitläufigen Ebene.
- Sämtliche Wassersportmöglichkeiten – die Bucht von Alcúdia ist ein beliebtes Segel-, Surf- und Kiterevier.
- Ein Seglerhafen (Marina) bietet Platz für mehrere hundert Sportboote.

### Öffentliche Einrichtungen

#### Biblioteca Can Torró

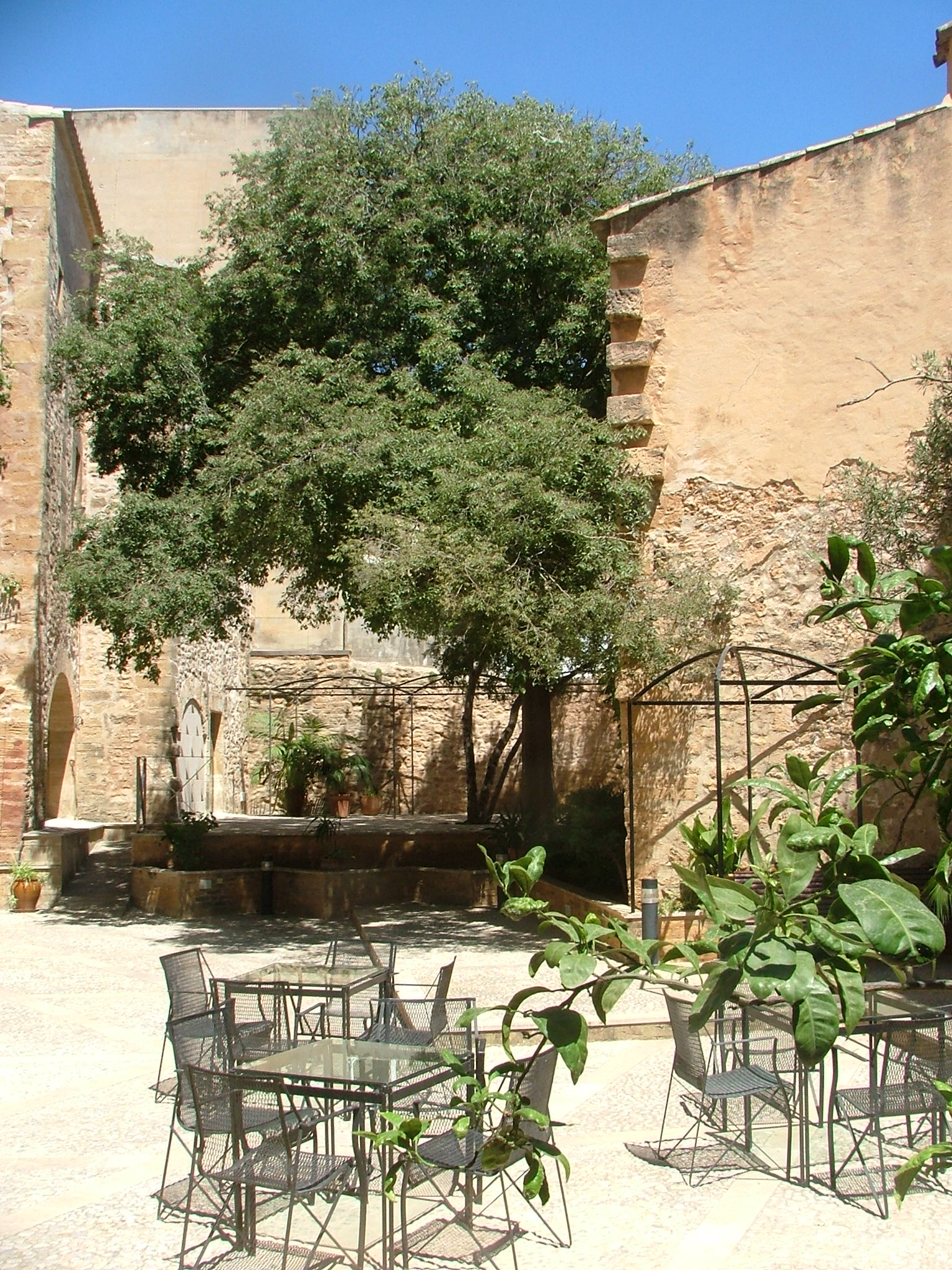
Terrasse der Bibliothek

Die im Jahre 1990 in einem Herrenhaus aus dem 14. Jahrhundert eröffnete Bibliothek in der Carrer d’en Serra gilt als die modernste der Balearen. Sie wurde nach dem Vorbild der Stadtbibliothek Gütersloh von der Bertelsmann Stiftung und der Gemeinde Alcúdia errichtet. Den Aufbau und Betrieb der Modellbibliothek förderte die Bertelsmann Stiftung mit mehr als einer Million Euro.

## Söhne und Töchter der Stadt
- Luis Puig (1915–1990), Präsident der Union Cycliste Internationale

## Belege
1. ↑  Gesamtzahl der Dateien Geografische Nomenklatur der Gemeinden und Bevölkerungseinheiten: 1 Datei:MUNICIIOS.csv Spalte:ALTITUD
2. ↑  Gesamtzahl der Dateien Geografische Nomenklatur der Gemeinden und Bevölkerungseinheiten: 1 Datei:MUNICIIOS.csv Spalte:SUPERFICIE
3. ↑  Instituto Nacional de Estadística Municipal Register of Spain
4. ↑  Rolf Goetz: Rother Wanderführer Mallorca. 22. Auflage. Bergverlag Rother, München 2025, ISBN 978-3-7633-1410-2, S. 202–207

- „Alcúdia“, Informationsbroschüre über Stadt und Gemeinde, herausgegeben von Alcúdia Municipi Ecoturistic
- Ajuntament d’Alcúdia – Gemeinde-Webseite Alcúdia (Memento vom 15. Juli 2006 im Internet Archive)
- „Pol·lèntia“, Ajuntament d’Alcùdia (Memento vom 12. Dezember 2009 im Internet Archive)
- „Alcúdia / Pollença“, Landkarte mit Führer 1:50.000, Verlag Triangle Postals
- Heide Wetzel-Zollmann, Wolfgang Wetzel: Mallorca. Ein Streifzug durch die 6000jährige Geschichte der Mittelmeerinsel. Herder, Freiburg im Breisgau u. a. 1991, ISBN 3-451-22311-2.